# 大学校 (法国)
大学校（法語：grande école，法語發音：[ɡʁɑ̃d‿ekɔl]），法国教育部定义为“通过入学考试录取学生并确保优质教学的高等院校”，入学考试在两年的大学校预科班学习之后进行，与只需法国业士文凭即可取得入学资格的公立综合性大学是两套不同的高等教育体系，中文有時也译为“专业學院”、“高等專業學院”。相对于综合性大学而言，大学校规模小、专业性更强，更重视教学与实践的结合，以培养高级专业人才而出名，在法国就业市场上得到了很高的认可，被称为法国的精英教育。
大学校按领域可分为以下几类：工程师学院（École d'ingénieurs）、高等商学院（École de commerce）、高等师范学院（École normale supérieure）、高等美术学院（École des beaux-arts）及其它领域的高等学院。
巴黎高等师范学校、巴黎政治學院、巴黎综合理工学院、国立巴黎高等矿业学校、中央理工-高等电力学院（由巴黎中央理工学院与高等电力学院合并）、国立巴黎高等化学学校、国立桥路学校、HEC商学院、ESSEC商学院、ESCP欧洲商学院 等就是这类学院中的佼佼者。

## 历史
大学校的名称最早出现于1794年法国大革命期间，当时法国国民公会颁布法令建立了巴黎高等师范学院，数学家加斯帕尔·蒙日和拉扎尔·卡诺建立了“中央公共工程学院”（即巴黎综合理工学院前身），亨利·格雷瓜尔神父建立了国立工艺技术学院。大学校的办学模式很可能参考了位于梅济耶尔的军事院校，蒙日曾在那里任职。现在一些大学校的历史可以追溯到17或18世纪，早在“大学校”这一名词出现之前。如，1780年建立的法国国立高等工程技术学校，1783年建立的国立巴黎高等矿业学校，1747年建立的国立桥路学校，1741年建立的国立高等海事工程学校（现国立高等先进技术学校前身），以及同时期建立的一些军事工程学校。很多顶尖的法国数学家、科学家在这些军事工程学校中任教，包括皮埃尔-西蒙·拉普拉斯、夏尔·艾蒂安·路易·加缪、艾蒂安·贝祖、西尔维斯特·佛朗索瓦·拉克鲁瓦、西莫恩·德尼·泊松、加斯帕尔·蒙日等（大部分之后都在巴黎综合理工学院任教）。1802年，拿破仑创立的圣西尔军校也被视作大学校，虽然该校旨在培养军官。
19世纪，一系列大学校陆续成立，包括1816年建立的国立圣艾蒂安高等矿业学校，1819年建立的巴黎高等商业学院（现ESCP欧洲高等商学院前身），1826年建立的巴黎高等农艺科学学院，1829年建立的巴黎中央理工学院等。
| | 1832~1870年，中央制造技术学院向社会输送了3000名工程师，并为大部分工业化国家树立了一种教育模式。直到1864年，它的学生当中还有1/4来自国外。除作为办学示范外，它的另一方面影响是使法国技师的质量令欧洲东南部、意大利、近东，甚至是比利时刮目相看。随着时间推进，高等院校（grandes écoles）体系进一步得到了扩张，1826年在南希创建了水产与林业学院（Ecole des Eaux et Forêts at Nancy）、1854年在里尔（Lille）创建了工业技术学院（Ecole des Arts Industriels）、1857年创建了里昂内兹中心学院（Ecole Centrale Lyonnaise）。经过1848~1855年的失败的尝试之后，国家农艺学院（National Institute of Agronomy）终于在1876年获得重建，这些院校的加盟，使整个院校体系显得更为充实和丰满。最后，相对低层次的工作人员——他们在今天应被称为“生产工程师（production engineers）”的培训也通过“工业技术学校”的发展得到了保证，这种学校使教育体系的范围变得更为广泛。第一家这样的学校于1806年成立于马恩省属的沙隆（Châlons-sur-Marne），第二家则于1811年成立于昂热（Angers）（它们两家都在1832年经过了重新组合），第三家于1841年成立于埃克斯（Aix-en-Provence）。每一家都具有300人的学生规模。毫无疑问，在19世纪60年代，法国拥有欧洲最好的高等科学技术教育体系。 |
| ——彼得·马塞厄斯，M.M.波斯坦，剑桥欧洲经济史·第7卷，工业经济：资本、劳动力和企业·上册，英国、法国、德国和斯堪的纳维亚 | |

19世纪后期及20世纪，其它不同领域也相继诞生了大学校，其中较为著名的有1871年建立的鲁昂商学院（诺欧商学院前身），1872年建立的巴黎政治学院，1878年建立的法国国立高等电信学院，1881年建立的巴黎高等商业研究学院，1894年建立的高等电力学院，1907年建立的高等经济商业学院，1909年建立的国立高等航空航天学院等。
自此，法国的高等教育出现了独特的双体系模式，即中小规模的专业高等教育体系大学校，与传统的公立大学体系。有些专业只在其中一类体系中开设，如医学只有公立大学开设，而建筑学只有大学校开设。
大学校（及其预科）体系也存在于法国前殖民地，瑞士，意大利（拿破仑十年统治期间，在当地推广了法国体制）。19世纪时，该体系在世界范围内影响深远，很多大学的名称被认为源于法国大学校，如加州理工学院原名为“Polytechnic Institute”，苏黎世联邦理工学院原名为联邦理工学校（Eidgenössische Polytechnische Schule），蒙特利尔工程学院（École Polytechnique de Montréal）均源于巴黎综合理工学院（École Polytechnique）。此外，一些中国，美国，英国，俄罗斯的学校名称中，也包含了翻译自法语大学校的词汇。进入20世纪后，法国大学校的影响力逐步被德国及盎格鲁撒克逊大学体系取代。
目前，对于大学校，并没有标准定义或者官方列表。立法上，“大学校预科班”被广泛使用，但“大学校”一词并没有在教育法中出现，仅在社会统计中会出现。通常使用高等学校（écoles supérieures）一词来指代公立大学之外的高等教育机构。非营利组织 法国大学校联盟(法语 ：Conférence des grandes écoles （页面存档备份，存于）)采用了更广的“大学校”定义，其对学校的选择和文凭的声望要求更宽松。大学校联盟的成员并不是官方或公认的大学校列表，例如成员中的某些工程师学院无法颁发国家级工程师文凭。

## 录取方式
大学校的入学录取方式与法国公立大学完全不同。根据法国法律规定，所有获得业士文凭（baccalauréat （页面存档备份，存于） 简称BAC）的学生均可申请进入公立大学进行第一年课程的学习，而不需要满足其他成绩或资质的要求。这与大学校的选拔机制不同。大部分想进入大学校的学生，首先需要经过为期两年的大学校预科班学习，并通过淘汰率极高的入学考试，才能获取大学校的入学资格；也有部分大学校，内设预科班，凭业士会考成绩通过筛选的学生，在校内学习两年后，参加入学考试。大学校入学考试包含为期一个月的笔试，通过者可以参加口试。最后，大学校根据候选学生的排名进行录取。

## 主要种类
- 工程师专业学院
- 商科专业学校
- 高等师范学院

## 备注
1. ↑  部分名词翻译不同